# 長松昭男
長松 昭男（ながまつ あきお、1939年 - ） は、日本の機械工学者。東京工業大学名誉教授。初代日本機械学会機械力学部門長。元制振工学研究会会長。

## 人物・経歴
1962年東京工業大学工学部機械工学科卒業。1970年東京工業大学大学院理工学研究科機械工学専攻博士課程修了、工学博士、東京工業大学工学部助手。
1973年東京工業大学工学部助教授。1984年東京工業大学教授。1987年初代日本機械学会機械力学部門長。1992年東京工業大学技術部長。1995年東京工業大学保健管理センター所長。1997年日本学術会議工学共通基盤研究連絡委員会委員。1998年制振工学研究会会長、自動車技術会振動騒音部門委員会委員。2000年法政大学工学部教授、東京工業大学名誉教授。2010年法政大学退職。のち、キャテック株式会社代表取締役社長。

## 著書
- 『新編工業力学』養賢堂 1979年
- 『モード解析』培風館 1985年
- 『部分構造合成法』培風館 1991年
- 『モード解析入門』学術文献普及会 1993年
- 『ダイナミクスハンドブック : 運動・振動・制御』朝倉書店 1993年
- 『音・振動のモード解析と制御』コロナ社 1996年
- 『機械の力学』朝倉書店 2007年

## 受賞
- 1981年日本機械学会論文賞[2]
- 1990年日本機械学会論文賞[2]
- 1993年日本機械学会機械力学・計測制御部門部門功績賞[2]
- 1996年日本機械学会機械力学・計測制御部門学術業績賞[2]
- 1997年日本機械学会賞（論文）[2]
- 1997年日本機械学会創立100周年記念会員功労者賞[2]
- 1997年日本機械学会創立100周年記念事業功労者賞[2]